# حارت تينفو (تينفو)
حارت تينفو هو دُوَّار يقع بجماعة فزواطة، إقليم زاكورة، جهة درعة تافيلالت في المملكة المغربية. ينتمي الدوّار لمشيخة تينفو التي تضم 9 دواوير. يقدر عدد سكانه بـ 586 نسمة حسب الإحصاء الرسمي للسكان والسكنى لسنة 2004.

## روابط خارجية
- البوابة الوطنية للجماعات الترابية نسخة محفوظة 12 مارس 2018 على موقع واي باك مشين.
- المندوبية السامية للتخطيط